# Thyene natali
Thyene natali är en spindelart som beskrevs av Peckham, Peckham 1903. Thyene natali ingår i släktet Thyene och familjen hoppspindlar. Inga underarter finns listade i Catalogue of Life.